# Vy Tåg

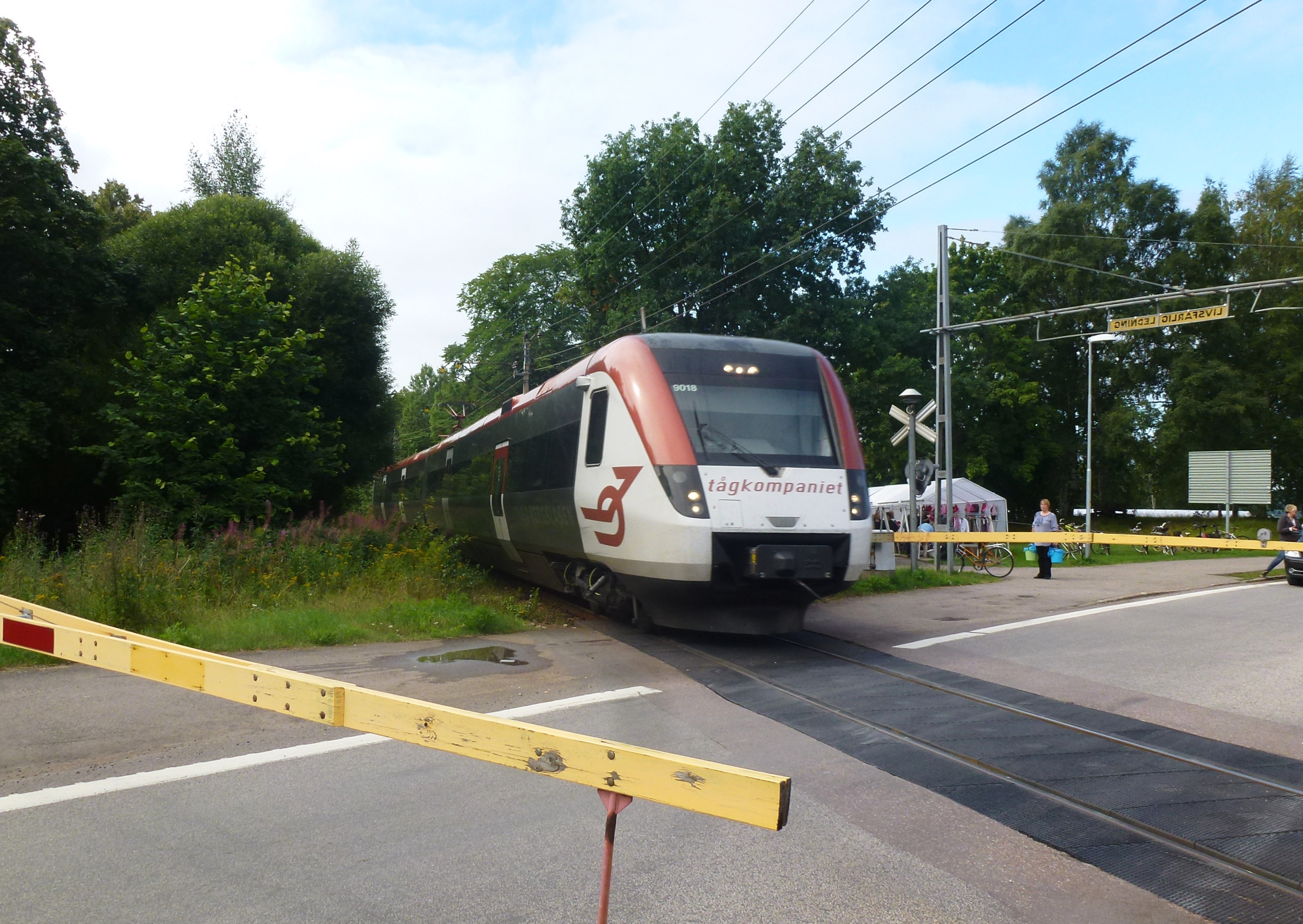
Een Regina-trein van Tågkompaniet bij Ludvika

Vy Tåg, tot april 2019 Tågkompaniet, voluit Svenska Tågkompaniet AB, is een Zweedse spoorwegonderneming. Het bedrijf werd in 1999 opgericht door drie oud-werknemers van Statens Järnvägar. Het bedrijf verzorgt op verschillende spoortrajecten het personenvervoer, vooral in centraal Zweden. De Bergslagsbanan is een van de hoofdaders van het netwerk van Vy Tåg.
Vy Tåg behoort tot de Noorse vervoersbedrijf Vy, voorheen NSB (Noorse Staatsspoorwegen).